# 亨利一世 (东法兰克)
海因里希一世（德語：Heinrich I，876年7月7日—936年7月2日），東法蘭克國王、薩克森公爵。

## 生平
原为萨克森公爵（912年起），传其得知当选國王时正在捕鸟，故得外号捕鸟者。亨利在法兰克尼亚公爵康拉德一世做东法兰克国王时经常发动叛乱。915年，亨利曾击败康拉德一世。然而康拉德一世却宽容地推荐亨利为王位继承者。作为妥协，亨利一世在成为国王後允许康拉德的弟弟、法兰克尼亚公爵埃贝哈德完全自治，以换取他不对王位做任何要求。
亨利一世在加冕时拒绝举行涂油礼或诸如此类的任何宗教仪式。因而在宗教意义上，亨利不是一位合法的国王。所以亨利一世的另一个外号叫“无柄之剑”。
亨利一世当政时期的特点是，一些部落公国的势力上升，它们以承认亨利一世为条件获得了种种特权，尤其是巴伐利亚和士瓦本公国。亨利一世主要依靠自己的领地进行统治。为抵御马扎尔人的入侵，亨利在萨克森东部兴建了许多城堡，组建骑兵。但亨利一世与馬扎爾人的战斗并非总能取得胜利，就在924年他还不得不向馬扎爾人求和并缴纳贡金。925年，亨利把洛林并入东法兰克王国。
亨利一世为最早侵袭斯拉夫人的日耳曼君主。他于928年渡过易北河，攻占了斯拉夫人的要塞布蘭登堡，此地后来发展为勃兰登堡。
933年，亨利一世在图林根的里阿德附近击败了馬扎爾人，打破了馬扎爾人不可战胜的神话，并暂时阻止了他们对德意志的侵袭。

## 家庭
- 梅澤堡的哈特堡（英语：Hatheburg of Merseburg）（876-909）：梅澤堡的歐文之女
  - 坦克玛（908-936）
- 林格爾海姆的瑪蒂爾德（約892-968）：林格爾海姆（英语：Salzgitter-Ringelheim）伯爵迪特里希（英语：Dietrich of Ringelheim）之女
  - 哈德維希（約910-958之後）：法蘭克人的公爵（英语：Duke of the Franks）于格夫人
    - 于格（約939-996）：法兰克人的国王（987-996）

  - 奥托一世（912-973）：神聖羅馬皇帝（962-973）
  - 格貝爾加（約913-969之後）：先後嫁予洛林公爵吉塞爾伯特與西法蘭克國王路易四世
    - 洛泰爾（941-986）：西法蘭克國王（954-986）

  - 海因里希一世（約920-955）：巴伐利亚公爵（948-955）
    - 海因里希二世（951-995）：巴伐利亚公爵（955-976、985-995）

  - 布鲁诺（925-965）：科隆大主教（953-965）

## 轶事

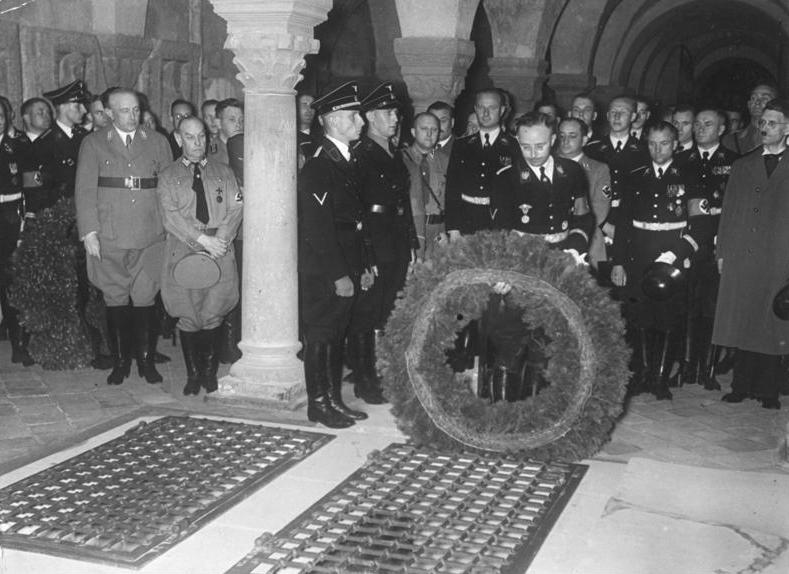
1938年海因里希·希姆萊於奎德林堡的地宮紀念亨利一世

德意志国内政部长海因里希·希姆萊認為自己是亨利一世的轉世，亨利一世和斯拉夫人戰鬥也是東法蘭克王國向東擴張的前兆。希姆萊數次前往亨利一世埋葬的奎德林堡修道院，並在7月2日國王逝世週年紀念日在地下室舉行儀式。這一傳統始於1936年，即亨利去世1000年時。 希姆萊認為他是“第一位德國人國王”，並宣布他的墳墓是德國人的朝聖地。1937年，亨利一世的遺體被重新安葬在一個新的石棺中。
| 亨利一世 (东法兰克) 奧托王朝出生于：876年逝世於：936年7月2日 | 亨利一世 (东法兰克) 奧托王朝出生于：876年逝世於：936年7月2日 | 亨利一世 (东法兰克) 奧托王朝出生于：876年逝世於：936年7月2日 |
| 統治者頭銜                                                   | 統治者頭銜                                                   | 統治者頭銜                                                   |
| ------------------------------------------------------------ | ------------------------------------------------------------ | ------------------------------------------------------------ |
| 前任者： 康拉德一世                                          | 東法蘭克國王 919年5月24日–936年7月2日                        | 繼任者： 奧托一世                                            |
| 前任者： 奧托一世                                            | 薩克森公爵 912年11月30日–936年7月2日                         | 繼任者： 奧托一世                                            |